# Euxoa tronella
Euxoa tronella är en fjärilsart som beskrevs av Smith 1903. Euxoa tronella ingår i släktet Euxoa och familjen nattflyn. Inga underarter finns listade i Catalogue of Life.